# Культурный центр имени Ставроса Ниархоса
Культурный центр фонда Ставроса Ниархоса (греч. Κέντρο Πολιτισμού Ίδρυμα Σταύρος Νιάρχος) — культурный комплекс в Греции, расположенный на проспекте Сингру в Калитее в Южных Афинах в Аттике. Включает в себя здания Национальной библиотеки и Национальной оперы. Здание разработано архитектором Ренцо Пиано и построено благодаря помощи фонда Ставроса Ниархоса. Стоимость строительства составила 566 миллионов евро, здание было открыто в 2016 году и передано властям Греции в 2017 году.

## Проект
Планы о внесении больших пожертвований фондом Ставроса Ниархоса появились в 1998 году. Изначально фонд хотел внести отдельные пожертвования Национальной библиотеке и Национальной опере, но в 2006 году принял решение построить один комплекс для обеих организаций. После переговоров с правительством Греции было выбрано место для строительства (бывший ипподром). В 2008 году итальянский архитектор Ренцо Пиано был приглашён в качестве архитектора, работы начались в 2012 году.

## Здание
Ренцо Пиано предусмотрел, что здание будет вырастать из земли наподобие выбитому куску из земной коры. Для этого был построен искусственный холм, а крыша библиотеки и оперного театра буквально выходила из него, поддерживая склон. Библиотека находится ниже оперного театра, находящегося на вершине холма. Крыша покрыта материалом из земли. По плану Пиано, на вершине оперного здания должен был быть навес в виде облака, поддерживаемый на тонких стальных колоннах. В комплекс входит зрительный зал оперы на 1400 мест и зал театра пластики и танцев на 400 мест.

## Выступления
- С 15 по 16 ноября 2016 года в Афинах находился с визитом президент США Барак Обама, выступивший в культурном центре с речью[4][5].
- На апрель 2017 года была намечена постановка «Макбета» Джузеппе Верди, а открытие официального оперного сезона намечено на октябрь 2017 года[6].